# Divinka
Divinka (en hongrois : Kisdivény) est une commune de la région de Žilina, en Slovaquie.

## Histoire
La première mention écrite du village date de 1393.

## Démographie

### Évolution de la population
| Année:               | 1994. | 2004.   | 2014.    | 2024.   |
| -------------------- | ----- | ------- | -------- | ------- |
| Nombre de personnes: | 793   | 851     | 1040     | 1015    |
| Différence:          |       | +7,31 % | +22,20 % | -2,40 % |

| Année:               | 2023. | 2024.   |
| -------------------- | ----- | ------- |
| Nombre de personnes: | 1013  | 1015    |
| Différence:          |       | +0,19 % |